# Geum aleppicum
La G. aleppicum Jacq., es una especie de planta herbácea perteneciente a la familia de las rosáceas. Es natural del hemisferio norte templado en Europa, Asia y Norteamérica.

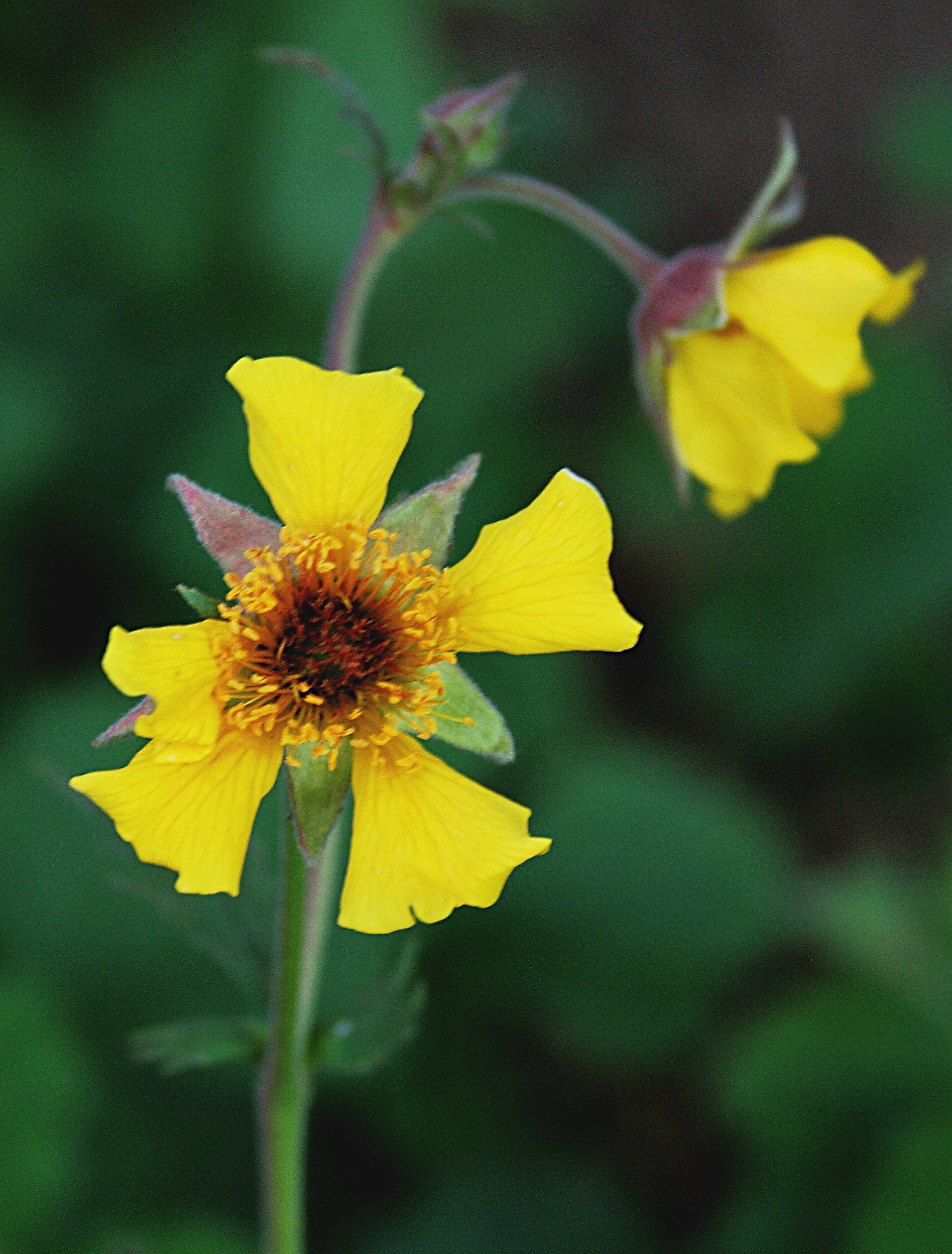
Detalle de la flor

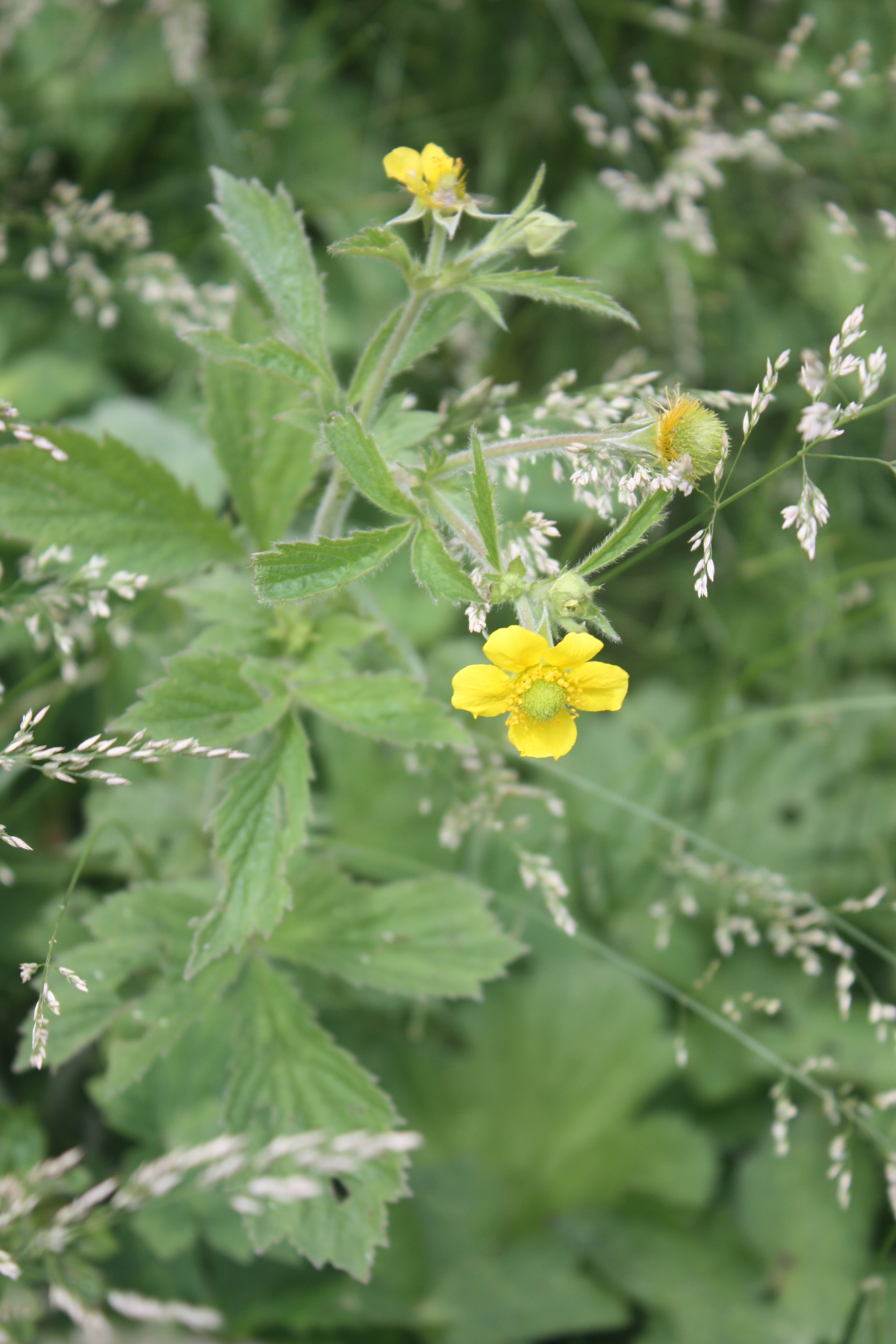
Vista de la planta

## Descripción
Es una planta herbácea perenne que alcanza un metro de altura con hojas pinnadas. Las flores tienen un diámetro de 2 cm y son de color amarillo con cinco pétalos. Las raíces son fasciculadas, fibrosas. Los tallos erectos, con hojas de 5-15 cm de longitud, incluyendo el pecíolo, generalmente con 2-6 pares de folíolos, ambas superficies pilosas poco rígidas, el foliolo terminal más grande, la base ampliamente cordada a cuneada, el margen  irregular toscamente serrado, el ápice obtuso o agudo. La inflorescencia es terminal, laxa, con flores de 1-1,7 cm de diámetro. Pétalos de color amarillo. El fruto en aquenios obovoides. Fl. y fr. Julio-octubre.

## Distribución y hábitat
Se encuentra en los bosques, en los lugares abiertos en los bosques, laderas cubiertas de hierba de las montañas, los ríos y arroyos,a una altitud de 200 - 3500 metros en Gansu, Guizhou, Heilongjiang, Henan, Hubei, Jilin, Liaoning, Mongolia Interior, Shaanxi, Shandong, Shanxi, Sichuan, Xinjiang, Xizang, Yunnan de China y también generalizada en la zona templada del Hemisferio Norte.

## Usos
Esta especie se utiliza como planta medicinal y como una fuente de aceite esencial.

## Taxonomía
Geum aleppicum fue descrita por Nikolaus Joseph von Jacquin y publicado en Icones Plantarum Rariorum 1: 10, pl. 93, en el año 1786.
Etimología
Geum: nombre genérico que deriva del latín: gaeum(geum) = nombre de una planta, en Plinio el Viejo, con finas raíces negras y de buen olor, que se ha supuesto era la hierba de San Benito (Geum urbanum L.)
aleppicum: epíteto geográfico que alude a su localización en Aleppo
Variedades aceptadas
- Geum aleppicum var. decurrens (Rydb.) W.A. Weber

Sinonimia
- Geum intermedium Ledeb.
- Geum potaninii Juz.
- Geum ranunculoides Ser.
- Geum strictum Sol.
- Geum strictum var. bipinnata Batalin
- Geum strictum var. decurrens (Rydb.) Kearney & Peebles[4][5]

var. decurrens (Rydb.) W.A. Weber
- Geum decurrens Rydb.
- Geum strictum var. decurrens (Rydb.) Kearney & Peebles[6]